# Vamdrup Skole
Vamdrup Skole er en folkeskole i Vamdrup ved Kongeåen i Sydjylland.
Vamdrup havde tidligere to folkeskoler: Kongeåskolen og Vester Vamdrup Skole. De er nu hhv. afdeling Øst og Vest i Vamdrup Skole.
Afdeling Øst har ca. 330 elever, fordelt på 0.-3. klassetrin, og en integreret SFO med ca. 250 børn. Afdelingen har egen idrætshal, som SFO'en har adgang til i næsten hele åbningstiden. Afdelingen har nye faglokaler, 7 nye klasselokaler og en ny aula. Alle klasse- og faglokaler er udstyret med elektroniske tavler.
I en fløj af afdeling Øst har Børnehuset Broens afdeling Kongeåen til huse. Den er normeret til 24 børn i vuggestue og 85 i børnehave, hvortil kommer en specialbørnehave med 10 børn. Børnehusets anden afdeling Mindegade ligger mere centralt i byen og har to grupper af børnehavebørn.
Afdeling Vest har 4.-9. klasser i 3 spor samt 3 specialklasser, der modtager elever fra hele Kolding Kommune. Hver formiddag får klasserne besøg af en idrætslærer, som laver bevægelse med klassen i 15 min. Der er fast tradition for skolernes motionsdag fredag i uge 41 samt håndbolddag i Arena Syd for 6.-9. klasserne.